# 粒芋螺
粒芋螺（学名：Conus grangeri），是新腹足目芋螺科芋螺属的一种。主要分布于中国大陆，常栖息在潮下带。